# Biosotis Lagnó
Biosotis Lagnó Frómeta (L'Avana, 16 novembre 1969) è un'ex cestista e allenatrice di pallacanestro cubana.

## Carriera
Con Cuba ha disputato due edizioni dei Giochi olimpici (Barcellona 1992, Atlanta 1996) e i Campionati mondiali del 1994.